# Meckenheim (Pfalz)
Meckenheim ist eine Ortsgemeinde im Landkreis Bad Dürkheim in Rheinland-Pfalz. Sie gehört der Verbandsgemeinde Deidesheim an, innerhalb derer sie gemessen an der Einwohnerzahl die zweitgrößte Ortsgemeinde darstellt.

## Geographische Lage
Die Gemeinde liegt am Rande der Region Weinstraße in der Oberrheinischen Tiefebene und ist ein Teil der Metropolregion Rhein-Neckar. Die Marlach streift den nördlichen Siedlungsrand. Zu Meckenheim gehört außerdem der Sandhof. Nachbargemeinden sind – im Uhrzeigersinn – Rödersheim-Gronau, Hochdorf-Assenheim, Böhl-Iggelheim, Haßloch, Neustadt an der Weinstraße, Ruppertsberg, Deidesheim und Niederkirchen bei Deidesheim.

## Geschichte
Das fränkische Dorf Meckenheim ist vermutlich im 5. Jahrhundert entstanden. Im Jahr 768 wurde eine erste Schenkung aus Meckenheim an das Kloster Lorsch dokumentiert, weitere Schenkungen folgten. Anno 991 fielen einige Meckenheimer Güter an Otto I., Herzog von Kärnten, genannt „Otto von Worms“. Im 12. Jahrhundert wurde die Ägidiuskirche erbaut.
Im Jahr 1287 wurde Meckenheim von Pfalzgraf Ludwig II. gekauft; es gehörte von da an zur Kurpfalz. 1459/60 wurde Meckenheim von den Leiningern (Emich VII.) niedergebrannt. Mit der Einführung der Reformation in der Kurpfalz wurde Meckenheim protestantisch. Im Jahr 1585 wurde die Ägidiuskirche neu aufgebaut.
Nach massiven Verwüstungen im Dreißigjährigen Krieg war Meckenheim 1641 von seinen Einwohnern verlassen. Die Meckenheimer Kirche fiel 1707 den Katholiken zu; 1747/48 wurde die protestantische Kirche erbaut. Während des Ersten Koalitionskrieges Ende des 18. Jahrhunderts erlitt Meckenheim große Schäden. Von 1798 bis 1814, als die Pfalz Teil der Französischen Republik (bis 1804) und anschließend Teil des Napoleonischen Kaiserreichs war, war Meckenheim in den Kanton Neustadt (Donnersberg) eingegliedert und bildete eine eigene Mairie. 1815 hatte der Ort 1484 Einwohner. Im selben Jahr wurde er infolge der Beschlüsse des Wiener Kongresses Österreich zugeschlagen. Bereits ein Jahr später wechselte der Ort wie die gesamte Pfalz in das Königreich Bayern. Von 1818 bis 1862 gehörte die Gemeinde dem Landkommissariat Neustadt an; aus diesem ging das Bezirksamt Neustadt hervor.
Im Jahr 1824 wurde das Schul- und Gemeindehaus (Hauptstraße 98) gebaut, 1872 das heutige Rathaus (Hauptstraße 58). 1894 wurden die landwirtschaftliche Bezugs- und Absatzgenossenschaft und die Raiffeisenkasse gegründet, die 1938 zusammengelegt wurden.
1913 erhielt Meckenheim Anschluss an eine allgemeine Stromleitung, 1928 an eine allgemeine Wasserleitung. 1922 wurde der Meckenheimer Winzerverein gegründet, 1936 die Obstmarkthalle gebaut. Ab 1939 war Meckenheim Bestandteil des Landkreises Neustadt an der Weinstraße. Nach dem Zweiten Weltkrieg wurde der Ort innerhalb der französischen Besatzungszone Teil des damals neu gebildeten Landes Rheinland-Pfalz. 1952/55 wurde der Sportplatz mit dem Sportheim angelegt. 1956 erhielt Meckenheim Anschluss an eine allgemeine Gasleitung, 1961 eine neue Volksschule und 1964 Anschluss an eine Kanalisation. Im Zuge der ersten rheinland-pfälzischen Verwaltungsreform wechselte der Ort 1969 in den neu geschaffenen Landkreis Bad Dürkheim. Drei Jahre später wurde Meckenheim Bestandteil der ebenfalls neu entstandenen Verbandsgemeinde Deidesheim.

### Konfessionsstatistik
2005 waren 47,3 % der Einwohner evangelisch und 29,0 % katholisch. Die übrige 24,7 % gehörte einer anderen Glaubensgemeinschaft an oder war konfessionslos. Der Anteil der Katholiken und Protestanten an der Gesamtbevölkerung ist seitdem jährlich um 1 Prozentpunkt gesunken. Derzeit (Stand 30. April 2025) sind von den Einwohnern 31,0 % evangelisch, 25,1 % katholisch und 43,9 % sind konfessionslos oder gehören einer anderen Glaubensgemeinschaft an.

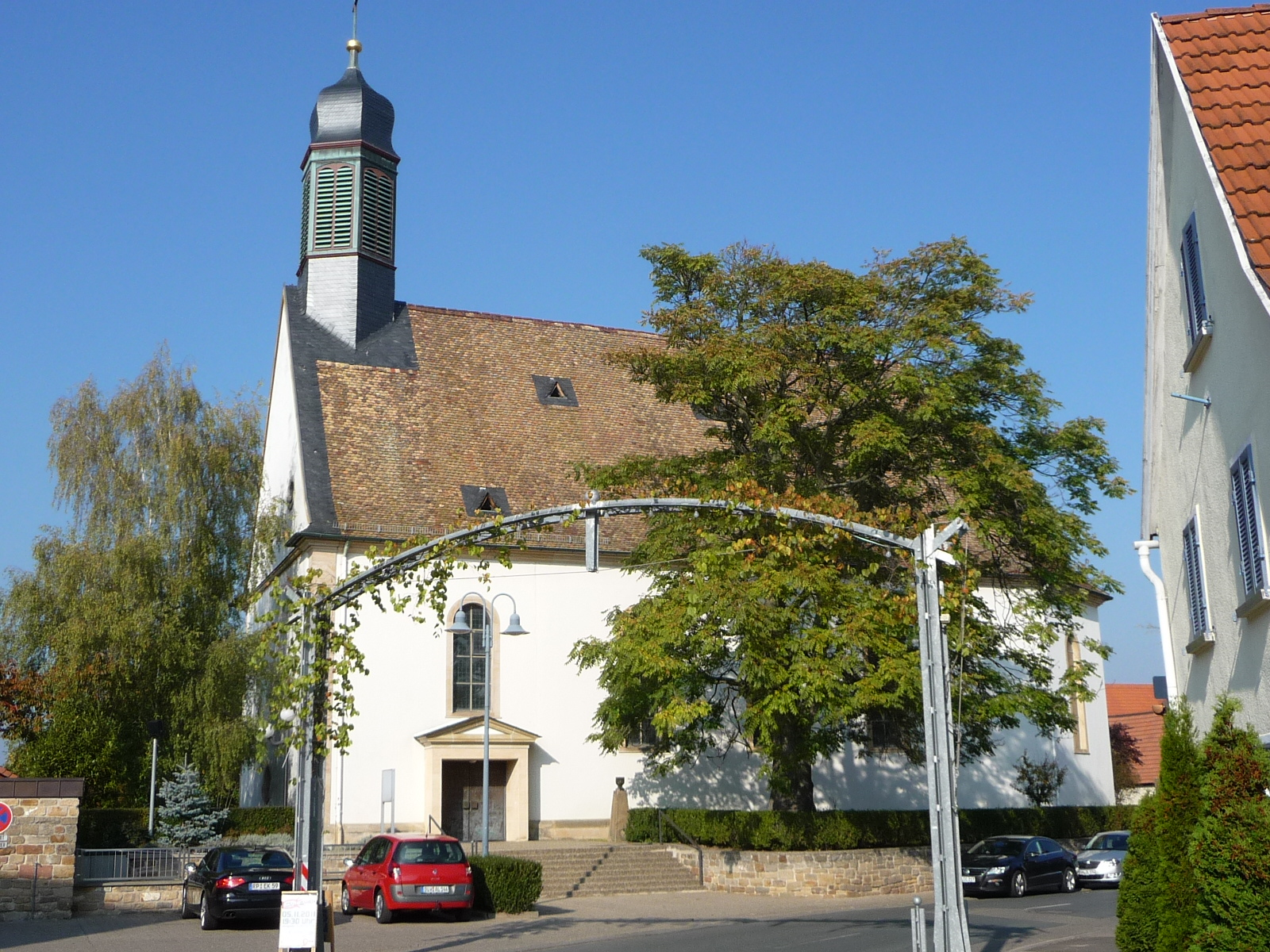
Katholische Kirche St. Ägidius
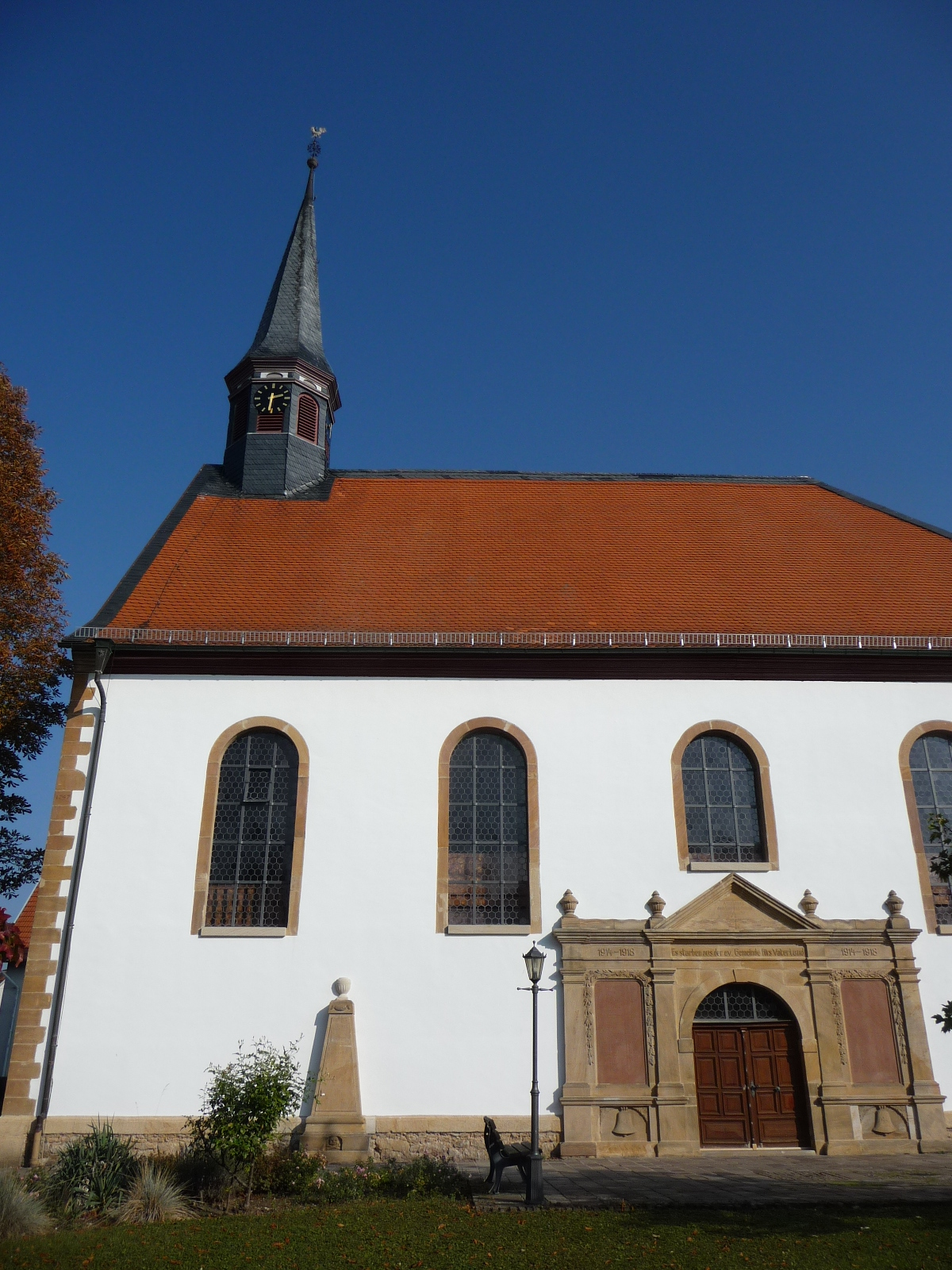
Protestantische Kirche

## Politik

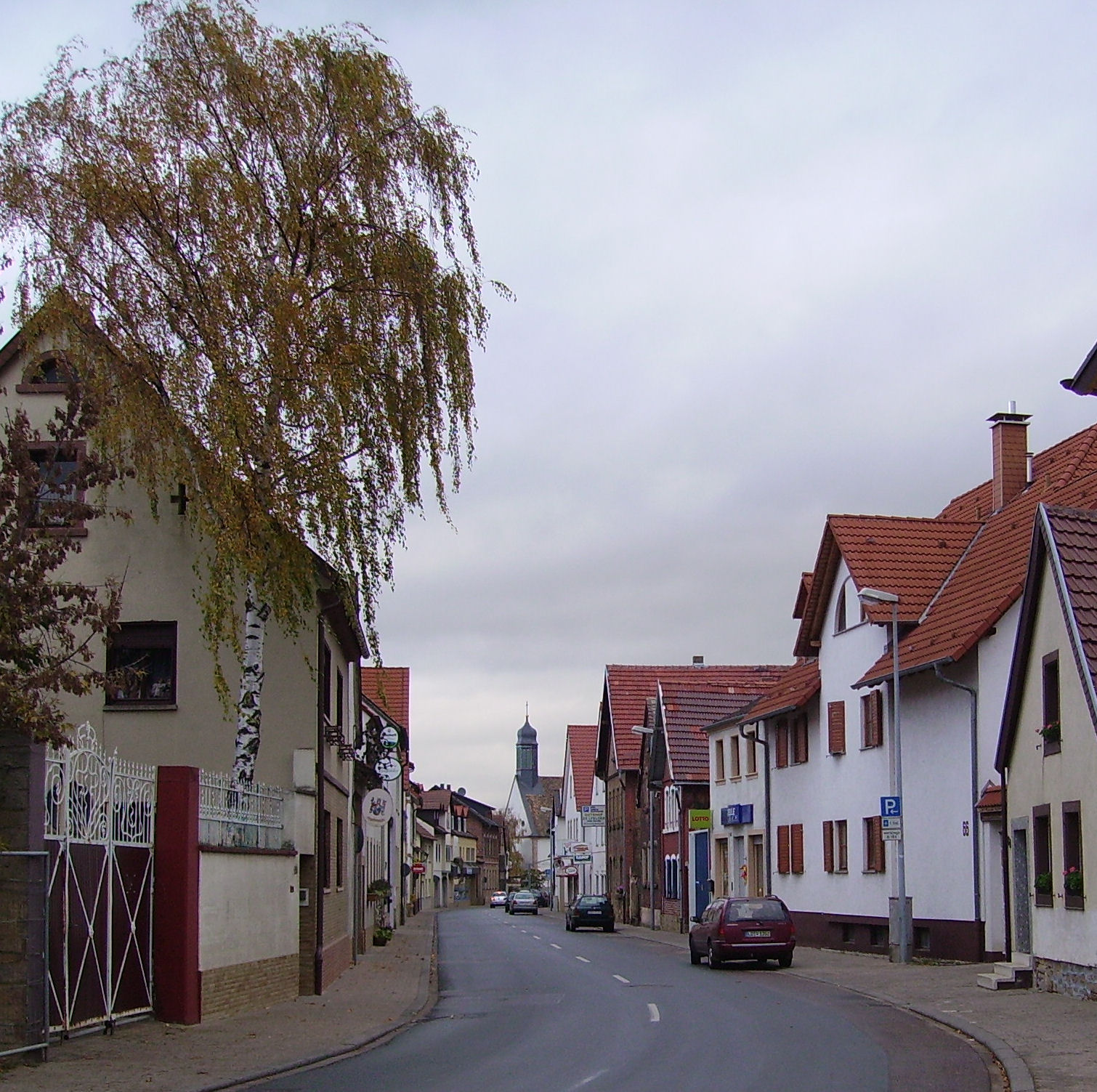
Die Hauptstraße

### Gemeinderat
Der Gemeinderat in Meckenheim besteht aus 20 Ratsmitgliedern, die bei der Kommunalwahl am 9. Juni 2024 in einer personalisierten Verhältniswahl gewählt wurden, und die ehrenamtliche Ortsbürgermeisterin als Vorsitzende.
Die Sitzverteilung im Gemeinderat:
| Wahl | SPD | CDU | WGM | Gesamt   |
| ---- | --- | --- | --- | -------- |
| 2024 | 5   | 8   | 7   | 20 Sitze |
| 2019 | 4   | 7   | 9   | 20 Sitze |
| 2014 | 4   | 5   | 11  | 20 Sitze |
| 2009 | 5   | 4   | 11  | 20 Sitze |
| 2004 | 6   | 4   | 10  | 20 Sitze |

- WGM = Wählergruppe Meckenheim e. V. (bis 2023: Freie Wählergruppe Meckenheim e. V.)[8]

### Bürgermeister
Silke Hoos wurde am 9. September 2024 Ortsbürgermeisterin von Meckenheim. Bei der Stichwahl am 23. Juni 2024 war sie mit 54,5 % der Stimmen gewählt worden, nachdem im ersten Wahlgang am 9. Juni keiner der ursprünglich vier Bewerber einen ausreichenden Stimmenanteil erreicht hatte. Ihre Vorgänger waren Julia Kren (2019–2024), Heiner Dopp (1999–2019) und Edwin Ettinger (1994–1999).

### Wappen
| Wappen von Meckenheim | Blasonierung: „In geviertem Schild oben rechts und unten links in Schwarz ein rotbewehrter, -bezungter und -bekrönter goldener Löwe (Pfälzer Löwe), oben links und unten rechts von Silber und Blau gerautet, in der Mitte belegt mit einem schwarzumrandeten goldenen Kreis, darin ein schwarzes M.“ |
| Wappen von Meckenheim | Wappenbegründung: Es wurde 1926 vom Bayerischen Staatsministerium des Innern genehmigt und geht zurück auf ein Gerichtssiegel von 1473. Es entspricht dem Wappen der Kurpfalz, das mit dem Gemarkungszeichen belegt ist.                                                                              |

### Partnerschaften
- Seit 1980 ist die Gemeinde mit Lugny in Frankreich partnerschaftlich verbunden.
- Seit 1967 ist die Gemeinde mit Grabenstätt am Chiemsee freundschaftlich verbunden.[12]

## Kultur
Vor Ort befinden sich 17 Objekte, die unter Denkmalschutz stehen. Zudem existieren in Meckenheim fünf Naturdenkmale.

## Infrastruktur

### Weinbau

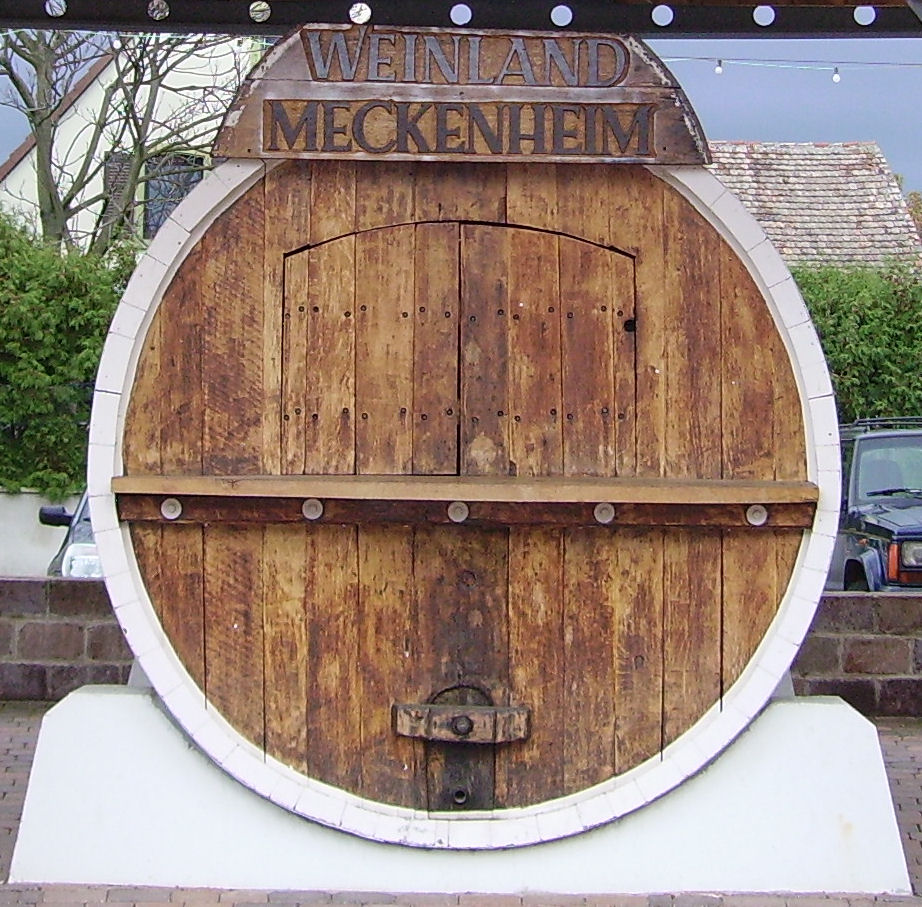
Der Dorfplatz

Die Meckenheimer Weinlagen gehören zum Weinbaugebiet Pfalz und hier wiederum zum Anbaubereich Mittelhaardt-Deutsche Weinstraße. Zu Meckenheim gehören drei Einzellagen, nämlich Linsenbusch (261,1 ha), Neuberg (249,2 ha) und Spielberg (55,9 ha), die alle zur Großlage Hofstück gehören.
In Meckenheim gibt es 35 Weinbaubetriebe, welche 0,5 Hektar (ha) oder mehr bestockte Rebfläche bewirtschaften; die durchschnittliche Rebfläche pro Betrieb beträgt 8 ha. Die gesamte Rebfläche auf Meckenheimer Areal beträgt 271 ha. 57,9 % der von Meckenheimer Weinbaubetrieben produzierten Weine sind Weißweine und 42,1 % sind Rotweine (Stand: 2010).

### Verkehr
Meckenheim war einst südlicher Endpunkt einer Heerstraße, die bis nach Mühlheim an der Eis führte. 1911 wurde die 1890 eröffnete Lokalbahn Ludwigshafen–Dannstadt bis Meckenheim weitergeführt; der Betrieb wurde bis 1955 aufrechterhalten, ab dann durch Autobuslinien ersetzt.
Die Landesstraße 519, die nach Mußbach führt, bildete früher die Bundesstraße 38 und wurde in Zusammenhang mit Eröffnung der nahen Bundesautobahn 65, die den Südosten der Gemeindegemarkung streift, zur Landesstraße heruntergestuft. Die Landesstraße 530 verbindet den Ort unter anderem mit Haßloch und Mutterstadt. Die Kreisstraße 10 verbindet ihn mit Ruppertsberg. Durch den Westen der Gemarkung verläuft für wenige hundert Meter die Bundesstraße 271.
Durch Meckenheim verläuft außerdem der Salier-Radweg.
Das Ultraleichtfluggelände Meckenheim liegt etwa 3,5 km südwestlich der Ortsmitte.

## Persönlichkeiten

### Söhne und Töchter der Gemeinde
- Johann Jakob Rieger (1754–1811), Maler, Zeichner und Grafiker
- Georg Friedrich Dürk (1788–1877), napoleonischer Soldat, Ritter der französischen Ehrenlegion
- Eduard Faber (1853–1930), Wasserbauingenieur
- Ludwig Scharf (1864–1939), Lyriker und Übersetzer
- Jakob Müller (1883–1969), Politiker (FDP)
- Paul Ohler (1887–1968), Kriminalbeamter
- Norbert Meder (* 1947), Pädagoge

### Personen, die vor Ort gewirkt haben
- Johannes Kriebitzsch (1857–1938), Glasmaler, stattete 1905 die Fenster der katholischen Kirche St. Aegidius aus
- Armin Otto Huber (1904–1977), Schriftsteller, starb vor Ort
- Fritz Seitz (1905–1949), Priester, war zeitweise Kaplan vor Ort
- Heiner Dopp (* 1956), Hockeyspieler, Ortsbürgermeister von 1999 bis 2019